# Ray Reeson
Ray Reeson (né le 19 juin 1945 à Oshawa, en Ontario au Canada) est un joueur de hockey sur glace. Il évolue au poste de gardien de but.

## Carrière
Lors de la saison 1961-1962, il commence sa carrière junior au sein des Mohawks de Whitby dans l’Association de hockey de l'Ontario (AHO). La saison suivante, l’équipe est renommée Dunlops plutôt que Mohawks.
En 1963-1964, il obtient un premier essai professionnel avec les Comets de Clinton en Eastern Hockey League (EHL). De 1964 à 1966, il retourne en AHO pour deux saisons. La première avec les Generals d'Oshawa et la seconde avec les Nationals de London.
En 1966-1967, il est trop âgé pour l'AHO, il évolue donc dans la ligue Senior pour les Athletics de Woodstock.
Il signe un nouveau contrat professionnel pour une équipe de la Ligue internationale de hockey (LIH), les Flags de Port Huron pour la saison 1967-1968.
De 1968 à 1971, il évolue durant trois saisons sous les couleurs des Oilers de Tulsa dans la Ligue centrale de hockey (LCH). En 1970-1971, il joue pour les Swords de Cincinnati dans la Ligue américaine de hockey (LAH).
Il revient dans la LCH pour les deux saisons suivantes, d’abord avec les Knights d'Omaha avec lesquelles il remporte la Coupe Adams, puis avec les Six-Guns d'Albuquerque.
En 1974-1975, il dispute une dernière saison avant de prendre sa retraite, il se joint aux Rebels de Roanoke Valley dans la Southern Hockey League (SHL) .

## Statistiques
Pour les significations des abréviations, voir statistiques du hockey sur glace.

| Saison    | Équipe                   | Ligue |                            | Saison régulière           | Saison régulière           | Saison régulière           | Saison régulière           | Saison régulière           | Saison régulière           | Saison régulière           | Saison régulière           | Saison régulière           | Saison régulière           |                            | Séries éliminatoires       | Séries éliminatoires       | Séries éliminatoires       | Séries éliminatoires       | Séries éliminatoires       | Séries éliminatoires       | Séries éliminatoires       | Séries éliminatoires       | Séries éliminatoires |
| Saison    | Équipe                   | Ligue | PJ                         | V                          | D                          | Pr/N                       | Min                        | BC                         | Moy                        | % Arr                      | Bl                         | Pun                        | PJ                         | V                          | D                          | Min                        | BC                         | Moy                        | % Arr                      | Bl                         | Pun                        |                            |                      |
| 1961-1962 | Mohawks de Whitby        | OHA   | 1                          |                            |                            |                            |                            | 6                          | 6,00                       |                            | 0                          | 0                          | -                          | -                          | -                          | -                          | -                          | -                          | -                          | -                          | -                          |                            |                      |
| 1962-1963 | Dunlops de Whitby        | OHA   | Statistiques indisponibles | Statistiques indisponibles | Statistiques indisponibles | Statistiques indisponibles | Statistiques indisponibles | Statistiques indisponibles | Statistiques indisponibles | Statistiques indisponibles | Statistiques indisponibles | Statistiques indisponibles | Statistiques indisponibles | Statistiques indisponibles | Statistiques indisponibles | Statistiques indisponibles | Statistiques indisponibles | Statistiques indisponibles | Statistiques indisponibles | Statistiques indisponibles | Statistiques indisponibles | Statistiques indisponibles |                      |
| 1963-1964 | Comets de Clinton        | EHL   | 5                          |                            |                            |                            |                            |                            |                            |                            |                            |                            | -                          | -                          | -                          | -                          | -                          | -                          | -                          | -                          | -                          |                            |                      |
| 1963-1964 | Generals d'Oshawa        | OHA   | 6                          |                            |                            |                            |                            | 30                         | 5.29                       |                            | 0                          | 0                          | -                          | -                          | -                          | -                          | -                          | -                          | -                          | -                          | -                          |                            |                      |
| 1965-1966 | Nationals de London      | OHA   | 1                          |                            |                            |                            |                            | 3                          | 3.00                       |                            | 0                          | 0                          | -                          | -                          | -                          | -                          | -                          | -                          | -                          | -                          | -                          |                            |                      |
| 1966-1967 | Athletics de Woodstock   | OHASr | Statistiques indisponibles | Statistiques indisponibles | Statistiques indisponibles | Statistiques indisponibles | Statistiques indisponibles | Statistiques indisponibles | Statistiques indisponibles | Statistiques indisponibles | Statistiques indisponibles | Statistiques indisponibles | Statistiques indisponibles | Statistiques indisponibles | Statistiques indisponibles | Statistiques indisponibles | Statistiques indisponibles | Statistiques indisponibles | Statistiques indisponibles | Statistiques indisponibles | Statistiques indisponibles | Statistiques indisponibles |                      |
| 1967-1968 | Flags de Port Huron      | LIH   | 54                         |                            |                            |                            | 2 940                      | 212                        | 4,33                       |                            | 2                          | 8                          | -                          | -                          | -                          | -                          | -                          | -                          | -                          | -                          | -                          |                            |                      |
| 1968-1969 | Oilers de Tulsa          | LCH   | 38                         | 11                         | 18                         | 5                          | 2 078                      | 108                        | 3,62                       |                            | 4                          | 0                          | 1                          | -                          | -                          | -                          | -                          | -                          | -                          | -                          | 0                          |                            |                      |
| 1969-1970 | Oilers de Tulsa          | LCH   | 39                         | 20                         | 13                         | 5                          | 2 140                      | 105                        | 2,94                       |                            | 2                          | 0                          | 1                          | -                          | -                          | -                          | -                          | -                          | -                          | -                          | 0                          |                            |                      |
| 1970-1971 | Oilers de Tulsa          | LCH   | 31                         | 8                          | 19                         | 4                          | 1 857                      | 115                        | 3,69                       |                            | 0                          | 4                          | -                          | -                          | -                          | -                          | -                          | -                          | -                          | -                          | -                          |                            |                      |
| 1971-1972 | Swords de Cincinnati     | LAH   | 30                         |                            |                            |                            | 1 532                      | 99                         | 3,87                       |                            | 1                          | 16                         | 3                          |                            |                            |                            |                            |                            |                            |                            | 0                          |                            |                      |
| 1972-1973 | Knights d'Omaha          | LCH   | 42                         |                            |                            |                            | 2 351                      | 132                        | 3,36                       |                            | 1                          | 4                          | 9                          |                            |                            |                            |                            |                            |                            |                            | 26                         |                            |                      |
| 1973-1974 | Six-Guns d'Albuquerque   | LCH   | 56                         |                            |                            |                            |                            |                            |                            |                            |                            | 14                         | -                          | -                          | -                          | -                          | -                          | -                          | -                          | -                          | -                          |                            |                      |
| 1974-1975 | Rebels de Roanoke Valley | SHL   | 43                         | 14                         | 22                         | 2                          | 2 473                      | 167                        | 4,05                       | 0,89                       | 1                          | 31                         | 4                          |                            |                            |                            |                            |                            |                            |                            | 0                          |                            |                      |